# Barely Legal - Doposcuola a luci rosse
Barely Legal - Doposcuola a luci rosse (National Lampoon's Barely Legal) è un film del 2003 diretto da David Mickey Evans, uscito in Italia nel 2007.

## Trama
Deacon, Matt e Fred sono tre studenti che, per fare un po' di soldi, vendono ai compagni film pornografici duplicati illegalmente. Il materiale originale lo prendono al videonoleggio dove lavora Fred. Ma quando vengono scoperti e il loro amico licenziato, decidono di iniziare a girare loro stessi un film porno da vendere sul web ad una più ampia clientela.
Si procurano dei documenti falsi ed entrano in un locale a luci rosse dove assumono una ragazza, Ashley, per il video. Vengono scoperti dal vicino di casa di Deacon, Jack, che minaccia di raccontare tutto ai loro genitori a meno che lui non prenda parte al video. Jack però non riesce a funzionare sul set, e si ritira dal progetto.
Al suo posto viene assunto un altro studente: Cop. Le riprese vanno avanti ed il film viene portano a termine. Sarebbe il momento di evadere le circa 63 000 ordinazioni e goderne i frutti, ma la loro iniziativa ha indispettito il boss locale della produzione hard. Per salvarsi i tre ragazzi cedono gratis al boss l'intero affare. Jack intanto cerca di screditare i tre, raccontando a tutti la loro attività, ma la cosa gli si ritorce contro.
Alla fine Deacon si mette con la ragazza dei suoi sogni, mentre Matt e Fred rimorchiano due delle più sexy ragazze del college.